# Мадонна Брюгге
Мадонна Брюгге (італ. Madonna di Bruges) — мармурова скульптура Мадонни з Христом-немовлям, яку створив італійський скульптор Мікеланджело Буонарроті на замовлення купців з Фландрії в перше десятиліття 16 ст.

## Утаємничений твір
По закінченню ватиканської «П'єти» Мікеланджело Буонарроті посів місце найкращого серед скульпторів Італії. Популярність його стала такою значною, що з'явились замовники як з інших італійських міст, так і з-за кордону. Особливо нетерплячим був Пікколоміні з міста Сієна. Але Мікеланджело потайки прийняв замову від купців Мускрон з Фландрії, з міста Брюгге. Таємничість була вимушеною, і через значну грошову суму, і через небажання скульптора дратувати замовників-італійців. За новітніми даними, скульптуру Мадонни з Христом-немовлям Він закінчив 1504 чи 1505 року. Без зайвого розголосу готовий твір переправили в порт Ліворно і вивезли у Фландрію. Цей твір Мікеланджело, таким чином, став практично першим, що покинув межі Італії ще за життя автора.
Таємницю створення «Мадонни Брюгге» таки вдалося зберегти. Навіть Джорджо Вазарі, що пильнував за Мікеланджело, роками не знав, який саме твір перевезли в Брюгге. У книзі «Життєписи найславетніших живописців, скульпторів та архітекторів» він в черговий раз помилково вказав, що в Брюгге вивезли «бронзове тондо». Помилку Вазарі підтвердив і Асканіо Кондіві, що теж склав життєпис уславленого скульптора. Їх помилка — вказівка, що помиляються і сучасники, які нібито свідки всіх значних подій. Точну дату створення віднайшли дослідники 20 століття, розшифрувавши незрозумілі місця в листі самого Мікеланджело до батька і якого не могли бачити ні Вазарі, ні Кондіві.

## Опис твору
Мармурова скульптура близько 127 — 128 сантиметрів заввишки подає Богородицю і Христа-немовля єдиною групою. Марія утримує руку сина, що намагається вислизнути з обіймів матері і зробити кроки від неї. В іншій руці Богородиці — традиційна для неї Біблія. Обличчя Богородиці — сумне, майже похмуре, але її поза велична і спокійна. І обличчя, і одяг — умовні, а обличчя позбавлене конкретності, його портретність значно ідеалізована. 1521 року її бачив в Брюгге під час свого візиту німецький художник Альбрехт Дюрер.

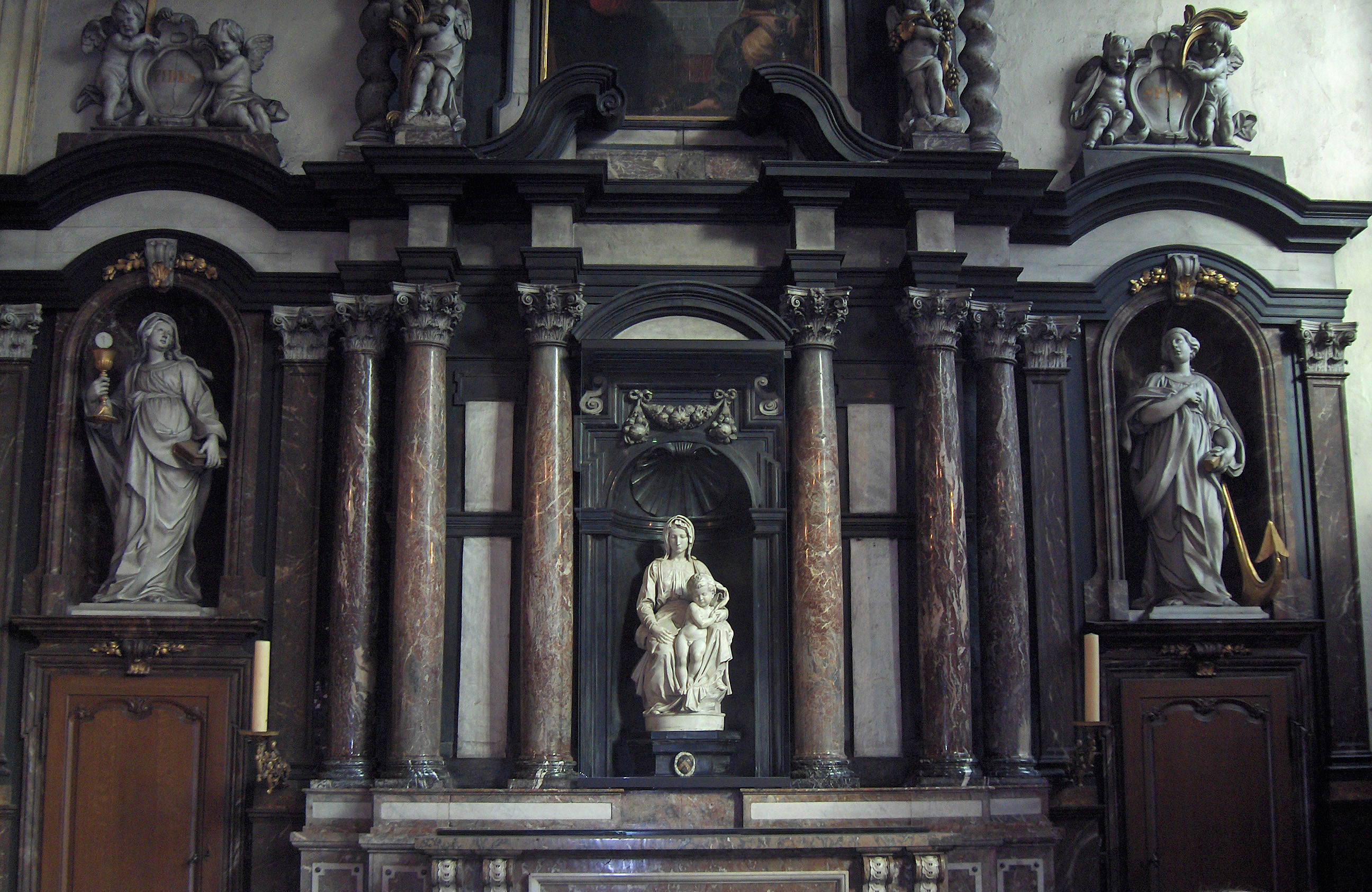

Скульптура була вдало перевезена в Брюгге і встановлена в каплиці родини купців Мускрон. В 17 столітті її встановили в нішу з архітектурним оточенням в стилістиці фламандського бароко. Уява про значну мистецьку вартість твору ніколи не зникала в Брюгге. Твір лише двічі за історію покидав каплицю. Вперше — за наказом Наполеона, вояки якого окупували Фландрію і вивезли скульптуру в Париж. По закінченні військових авантюр Наполеона І — твір повернули в Брюгге 1815 року. Вдруге скульптуру вивезли гітлерівські вояки, але її теж вдалося повернути. Один раз 1952 року скульптуру показали і в місті Флоренція, в музеї Барджелло, в обмін італійці вивезли з країни Вівтар Портінарі роботи нідерландського художника Гуго ван дер Гуса з власних музейних збірок. З міркувань безпеки і запобігань вандалізму скульптура "Мадонна Брюгге" нині захищена броньованим склом.